# SK Steenhuffel
SK Steenhuffel is een Belgische voetbalclub uit Steenhuffel in de Vlaams-Brabantse gemeente Londerzeel. De club is aangesloten bij de KBVB met stamnummer 6109 en heeft lichtrood en zwart als kleuren.
De club werkt haar thuiswedstrijden af op de terreinen van het complex Diepensteyn aan de Brouwerijstraat, vlak naast het Kasteel Diepensteyn. SK Steenhuffel speelde sinds 2018 op het derde provinciale niveau van Brabant VV. In het seizoen '23-'24 werd Steenhuffel kampioen, waardoor ze promoveerden naar tweede provinciale.

## Resultaten
Onderstaande tabel bevat de resultaten vanaf het seizoen 2017/18.
| Seizoen | Klasse | Klasse | Klasse | Klasse | Klasse | Klasse | Klasse | Klasse | Klasse | Reeks            | Punten | Opmerkingen                                          |
|         | 1A     | 1B     | 1Nat   | 2Afd   | 3Afd   | P.I    | P.II   | P.III  | P.IV   |                  |        |                                                      |
| ------- | ------ | ------ | ------ | ------ | ------ | ------ | ------ | ------ | ------ | ---------------- | ------ | ---------------------------------------------------- |
| 2017/18 |        |        |        |        |        |        | 14     |        |        | 2e Prov. B Brab. | 25     | Degradatie                                           |
| 2018/19 |        |        |        |        |        |        |        | 5      |        | 3e Prov. C Brab. | 52     |                                                      |
| 2019/20 |        |        |        |        |        |        |        | 4      |        | 3e Prov. C Brab. | 48     | Seizoen na speeldag 25 stopgezet door coronapandemie |
| 2020/21 |        |        |        |        |        |        |        | –      |        | 3e Prov. C Brab. | –      | Seizoen na speeldag 5 stopgezet door coronapandemie  |
| 2021/22 |        |        |        |        |        |        |        | 7      |        | 3e Prov. C Brab. | 45     |                                                      |
| 2022/23 |        |        |        |        |        |        |        | 6      |        | 3e Prov. B Brab. | 52     |                                                      |
| 2023/24 |        |        |        |        |        |        |        | 1      |        | 3e Prov. B Brab. | 61     | Kampioen                                             |
| 2024/25 |        |        |        |        |        |        | 14     |        |        | 2e Prov. A Brab. | 24     |                                                      |
| 2025/26 |        |        |        |        |        |        |        |        |        | 2e Prov. A Brab. |        |                                                      |